# È ora di sloggiare
È ora di sloggiare (Kitty Kornered) è un film del 1946 scritto e diretto da Robert Clampett. È un cortometraggio d'animazione della serie Looney Tunes, uscito negli Stati Uniti l'8 giugno 1946. È il primo cortometraggio in cui vengono abbinati i personaggi di Porky Pig e Silvestro (qui rappresentato con gli occhi gialli e il naso nero, e con un ruolo atipico), protagonisti in seguito di una trilogia di corti diretti da Chuck Jones: La fifa fa novanta (1948), Un posticino tranquillo (1954) e Silvestro, figlio di Giove (1955).

## Trama
Una sera d'inverno, tutti i proprietari di gatti del quartiere gettano fuori di casa i loro gatti per la notte. Porky Pig tenta di fare lo stesso, ma i suoi quattro gatti (tra cui Silvestro) ribaltano la situazione e buttano fuori lui. Mentre i gatti se la spassano bevendo e fumando, un Porky furioso irrompe dalla finestra e li insegue per la casa finché non finisce contro lo scaffale delle stoviglie distruggendole. Porky decide quindi di cacciare via i gatti chiamando il suo cane Lassie, e i felini fuggono non appena vedono la sua ombra non sapendo che "Lassie" è in realtà solo un'ombra creata da Porky con le sue dita. Quando Silvestro scopre di essere stato ingannato, lui e gli altri si vendicano travestendosi da marziani e fingendo un'invasione aliena nello stile de La guerra dei mondi. Porky si spaventa e cerca di sparare loro con un fucile, ma i gatti, ora travestiti da Theodore Roosevelt, lo caricano con le spade e lo cacciano di casa una volta per tutte, vincendo la battaglia. Senza casa, solo e al freddo nella neve, Porky si gira verso la cinepresa e chiede al pubblico se conoscono qualcuno che abbia una casa da affittare.

## Distribuzione

### Edizione italiana
La prima edizione italiana del corto, doppiata a Milano, fu realizzata per la distribuzione in VHS nel 1986. Dieci anni dopo, per la trasmissione televisiva, il film fu ridoppiato dalla Angriservices Edizioni sotto la direzione di Renzo Stacchi. Tuttavia per le trasmissioni su Italia 1 è stata successivamente ripristinata la prima edizione, incluso il master non restaurato e privo dei primi due cartelli dei titoli di testa. Non essendo stata registrata una colonna internazionale, in entrambi i casi fu sostituita la musica presente durante i dialoghi (nel primo doppiaggio alcune battute furono invece doppiate in oversound).

### Edizioni home video

#### VHS
America del Nord
- Porky Pig Cartoon Festival featuring "Nothing But the Tooth" (1986)
- Porky! (1988)
- The Golden Age of Looney Tunes Volume 4: Bob Clampett (1992)
- Looney Tunes: The Collector's Edition - All-Stars (novembre 1999)

Italia
- Pallino (ottobre 1986)

#### Laserdisc
- Daffy! & Porky! (1988)
- The Golden Age of Looney Tunes (11 dicembre 1991)

#### DVD e Blu-ray Disc
Il corto fu pubblicato in DVD-Video in America del Nord nel terzo disco della raccolta Looney Tunes Golden Collection: Volume 2 (intitolato Tweety and Sylvester and Friends) distribuita il 2 novembre 2004, dove è visibile anche con un commento audio di Michael Barrier; il DVD fu pubblicato in Italia il 16 marzo 2005 nella collana Looney Tunes Collection, col titolo Titti e Silvestro. In America del Nord fu inserito anche nel primo disco della raccolta DVD Looney Tunes Spotlight Collection Volume 2, uscita il 2 novembre 2004, e come extra nell'edizione DVD del film Blues in the Night (1941), uscita il 22 luglio 2008. Fu poi incluso (nuovamente con il commento audio) nel primo disco della raccolta Looney Tunes Platinum Collection: Volume One, uscita in America del Nord in Blu-ray Disc il 15 novembre 2011 e in DVD il 3 luglio 2012. Il BD fu ristampato il 10 gennaio 2012 col titolo Looney Tunes Showcase. In seguito è stato inserito anche nel primo DVD della raccolta 50 cartoons da collezione - Looney Tunes della collana Il meglio di Warner Bros., uscita in America del Nord il 25 giugno 2013 e in Italia il 5 dicembre.

## Accoglienza
Nel 2010 il film fu selezionato per l'inclusione nel libro di Jerry Beck The 100 Greatest Looney Tunes Cartoons; in tale occasione lo storico del fumetto Craig Yoe scrisse: "La seconda metà contiene alcune delle azioni più esilaranti mai messe in scena in un film". (...) In Krazy Kat la violenza era poetica. In È ora di sloggiare è solo dannatamente divertente. Così divertente che mi sono ricordato di ridere".